# セバスチャン・グロジャン
セバスチャン・ルネ・グロジャン（Sébastien René Grosjean, 1978年5月29日 - ）は、フランス・マルセイユ出身の元男子プロテニス選手。ATPランキング自己最高位はシングルス4位、ダブルス52位。ATPツアーでシングルス4勝、ダブルス5勝を挙げた。身長175cm、体重72kg。右利き、バックハンド・ストロークは両手打ち。

## 選手経歴
1996年にプロ入り。ジュニア時代には1996年全仏オープンジュニアダブルスで優勝している。1997年全仏オープンで主催者推薦選手として4大大会に初出場した。
1998年ウィンブルドン選手権で予選を勝ち上がり、本戦の4回戦でピート・サンプラスに挑戦した。2000年6月にノッティンガム・オープンでツアー初優勝した。
2001年は全豪オープンと全仏オープンの2大会連続で、4大大会の準決勝に進出した。全豪オープンの準決勝では同じフランスのアルノー・クレマンに7-5, 6-2, 6-7, 5-7, 2-6の逆転負けを喫した。この試合ではグロジャンが2セット先行後、第3セットのタイブレークを取れば決勝進出が目前に見えた段階で、クレマンが反撃を開始し、第4,5セットを奪う展開の試合だった。全仏オープンでは地元の声援を背負いながらも、準決勝でアレックス・コレチャに6-7, 4-6, 4-6のストレートで敗れた。パリ・マスターズの決勝でエフゲニー・カフェルニコフを7–6(3), 6–1, 6–7(5), 6–4で破り初めてのマスターズのタイトルを獲得。最終戦のテニス・マスターズ・カップでは決勝でレイトン・ヒューイットに3–6, 3–6, 4–6で敗れ準優勝。オーストラリアとのデビスカップ決勝にも出場し、グロジャンはレイトン・ヒューイットとパトリック・ラフターに敗れたが他の3試合を制し、フランスは3勝2敗で優勝した。
ウィンブルドン選手権では、グロジャンは2003年・2004年の2年連続で準決勝に進出した。ウィンブルドンの前哨戦であるクイーンズクラブ選手権でも2003年・2004年と2年連続の準優勝があり、芝を得意にした。オリンピックのフランス代表選手としても、2004年アテネ五輪で男子シングルスの準々決勝に進んだ。
2003年にジャパン・オープン・テニス選手権に出場した時は、決勝でライナー・シュットラーに6-7, 2-6で敗れて準優勝に終わっている。
2007年10月、地元フランスのリヨン・グランプリで単複優勝を果たした。シングルス決勝ではマルク・ジケルを破って5年ぶりのタイトルを獲得し、ダブルスではジョー＝ウィルフリード・ツォンガと組んで優勝した。この優勝が最後の優勝になった。
グロジャンは2010年に32歳で現役を引退した。
現在はリシャール・ガスケのコーチをしている。
2024年12月1日現在、Artur Filsのコーチをしている。

## ATPツアー決勝進出結果

### シングルス: 13回 (4勝9敗)
| 大会グレード                                  |
| グランドスラム (0–0)                          |
| テニス・マスターズ・カップ (0–1)              |
| ATPマスターズシリーズ (1–1)                   |
| ATPインターナショナルシリーズ・ゴールド (0–0) |
| ATPインターナショナルシリーズ (3–7)           |

| サーフェス別タイトル |
| ハード (1–4)         |
| クレー (0–3)         |
| 芝 (1–2)             |
| カーペット (2–0)     |

| 結果   | No. | 決勝日         | 大会                 | サーフェス        | 対戦相手                   | スコア                       |
| ------ | --- | -------------- | -------------------- | ----------------- | -------------------------- | ---------------------------- |
| 準優勝 | 1.  | 1999年3月29日  | マイアミ             | ハード            | リカルト・クライチェク     | 6-4, 1-6, 2-6, 5-7           |
| 準優勝 | 2.  | 1999年5月3日   | アトランタ           | クレー            | ステファン・コウベック     | 1-6, 2-6                     |
| 準優勝 | 3.  | 2000年4月17日  | カサブランカ         | クレー            | フェルナンド・ビセンテ     | 4-6, 6-4, 6-7(3-7)           |
| 優勝   | 1.  | 2000年6月25日  | ノッティンガム       | 芝                | バイロン・ブラック         | 7-6(9-7), 6-3                |
| 準優勝 | 4.  | 2001年2月19日  | マルセイユ           | ハード (室内)     | エフゲニー・カフェルニコフ | 6-7(5-7), 2-6                |
| 優勝   | 2.  | 2001年11月4日  | パリ                 | カーペット (室内) | エフゲニー・カフェルニコフ | 7-6(7-3), 6-1, 6-7(5-7), 6-4 |
| 準優勝 | 5.  | 2001年11月12日 | シドニー             | ハード (室内)     | レイトン・ヒューイット     | 3-6, 3-6, 4-6                |
| 優勝   | 3.  | 2002年10月28日 | サンクトペテルブルク | ハード (室内)     | ミハイル・ユージニー       | 7-5, 6-4                     |
| 準優勝 | 6.  | 2003年6月16日  | ロンドン             | 芝                | アンディ・ロディック       | 3-6, 3-6                     |
| 準優勝 | 7.  | 2003年10月5日  | 東京                 | ハード            | ライナー・シュットラー     | 6-7(5-7), 2-6                |
| 準優勝 | 8.  | 2004年6月14日  | ロンドン             | 芝                | アンディ・ロディック       | 6-7(4-7), 4-6                |
| 準優勝 | 9.  | 2005年4月24日  | ヒューストン         | クレー            | アンディ・ロディック       | 2-6, 2-6                     |
| 優勝   | 4.  | 2007年10月28日 | リヨン               | カーペット (室内) | マルク・ジケル             | 7-6(7-5), 6-4                |

### ダブルス: 7回 (5勝2敗)
| 結果   | No. | 決勝日         | 大会                 | サーフェス        | パートナー                       | 対戦相手                                          | スコア        |
| ------ | --- | -------------- | -------------------- | ----------------- | -------------------------------- | ------------------------------------------------- | ------------- |
| 優勝   | 1.  | 2000年4月16日  | カサブランカ         | クレー            | アルノー・クレマン               | ラルス・ブルクスミュラー アンドリュー・ペインター | 7-6(7-4), 6-2 |
| 準優勝 | 1.  | 2001年10月14日 | リヨン               | カーペット (室内) | アルノー・クレマン               | ダニエル・ネスター ネナド・ジモニッチ             | 1-6, 2-6      |
| 優勝   | 2.  | 2002年7月22日  | ロサンゼルス         | ハード            | ニコラス・キーファー             | ジャスティン・ギメルストブ ミカエル・ロドラ       | 6-4, 6-4      |
| 優勝   | 3.  | 2003年2月10日  | マルセイユ           | ハード (室内)     | ファブリス・サントロ             | トマーシュ・ツィブレツ パベル・ビズネル           | 6-1, 6-4      |
| 優勝   | 4.  | 2004年3月21日  | インディアンウェルズ | ハード            | アルノー・クレマン               | ウェイン・ブラック ケビン・ウリエット             | 6-3, 4-6, 7-5 |
| 優勝   | 5.  | 2007年10月28日 | リヨン               | カーペット (室内) | ジョー＝ウィルフリード・ツォンガ | ルカシュ・クボット ロブロ・ゾブコ                 | 6-4, 6-3      |
| 準優勝 | 2.  | 2009年10月31日 | リヨン               | ハード (室内)     | アルノー・クレマン               | ジュリアン・ベネトー ニコラ・マユ                 | 4-6, 6-7(6-8) |

## 4大大会シングルス成績
略語の説明
| W | F | SF | QF | #R | RR | Q# | LQ | A | Z# | PO | G | S | B | NMS | P | NH |

W=優勝, F=準優勝, SF=ベスト4, QF=ベスト8, #R=#回戦敗退, RR=ラウンドロビン敗退, Q#=予選#回戦敗退, LQ=予選敗退, A=大会不参加, Z#=デビスカップ/BJKカップ地域ゾーン, PO=デビスカップ/BJKカッププレーオフ, G=オリンピック金メダル, S=オリンピック銀メダル, B=オリンピック銅メダル, NMS=マスターズシリーズから降格, P=開催延期, NH=開催なし.
| 大会           | 1997 | 1998 | 1999 | 2000 | 2001 | 2002 | 2003 | 2004 | 2005 | 2006 | 2007 | 2008 | 2009 | 2010 | 通算成績 |
| -------------- | ---- | ---- | ---- | ---- | ---- | ---- | ---- | ---- | ---- | ---- | ---- | ---- | ---- | ---- | -------- |
| 全豪オープン   | A    | LQ   | 1R   | 3R   | SF   | 2R   | QF   | QF   | 2R   | QF   | 3R   | 3R   | A    | 1R   | 25–11    |
| 全仏オープン   | 1R   | 1R   | 3R   | 3R   | SF   | QF   | 2R   | 2R   | 4R   | 2R   | 1R   | A    | A    | A    | 19–11    |
| ウィンブルドン | LQ   | 4R   | 3R   | 1R   | 3R   | A    | SF   | SF   | QF   | 3R   | 2R   | 2R   | A    | A    | 25–10    |
| 全米オープン   | LQ   | 1R   | 1R   | 3R   | 1R   | 2R   | 1R   | 2R   | 3R   | 2R   | 3R   | 1R   | A    | A    | 9–11     |